# Iglās
Iglās är en ort i Indien.   Den ligger i distriktet Aligarh och delstaten Uttar Pradesh, i den norra delen av landet, 120 km sydost om huvudstaden New Delhi. Iglās ligger 183 meter över havet och antalet invånare är 13 746.
Terrängen runt Iglās är mycket platt. Runt Iglās är det tätbefolkat, med 636 invånare per kvadratkilometer. Närmaste större samhälle är Hathras, 16,9 km sydost om Iglās. Trakten runt Iglās består till största delen av jordbruksmark.